# Deutsche Botschaft Pjöngjang

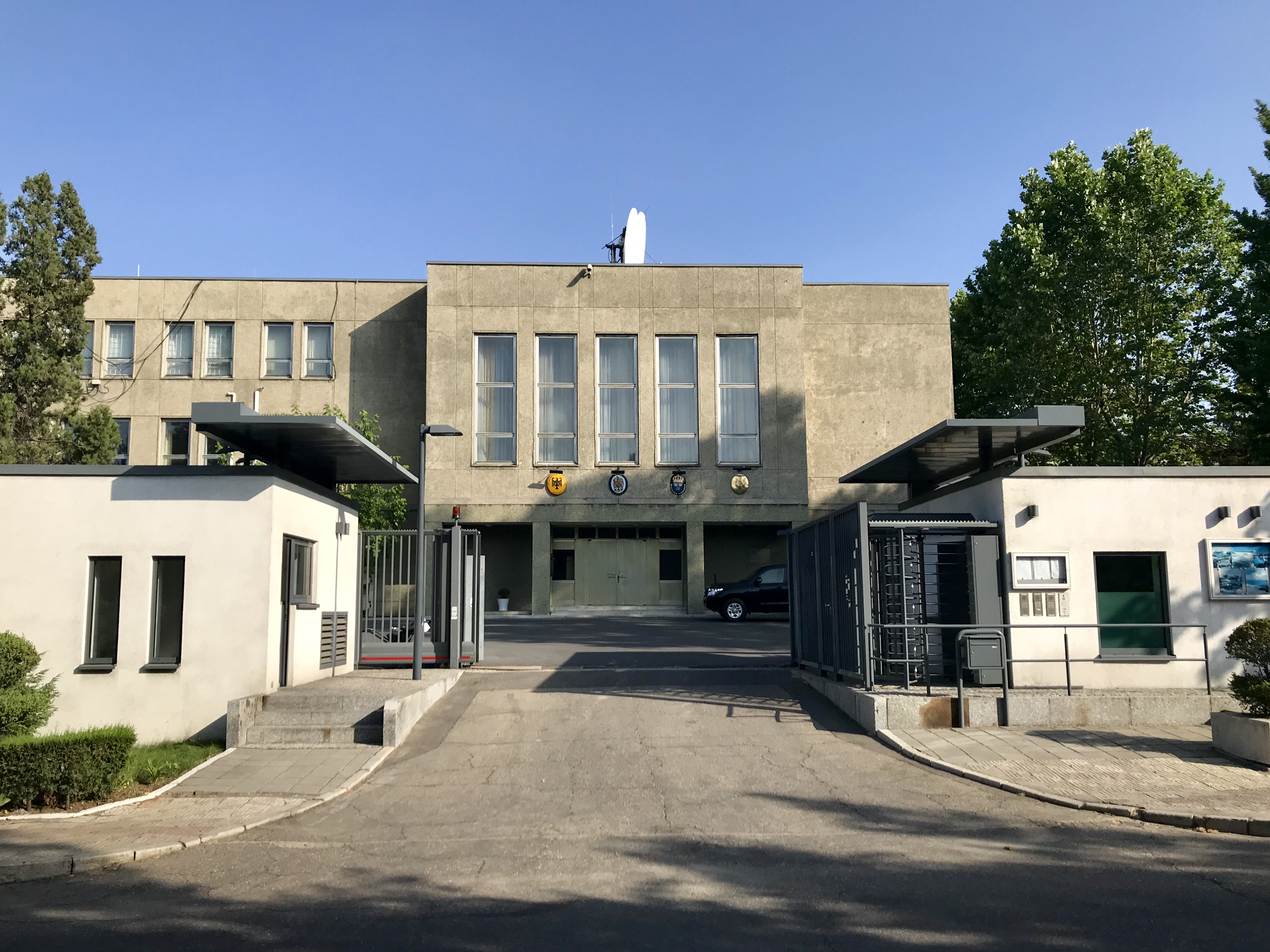
Deutsche Botschaft im Munsudong District in Pjöngjang.

Die Deutsche Botschaft Pjöngjang ist die diplomatische Vertretung der Bundesrepublik Deutschland in der Demokratischen Volksrepublik Korea (Nordkorea). Nach Abzug des Personals im Jahr 2020 ist der Botschafterposten unbesetzt.

## Lage und Gebäude
Die Liegenschaft der Botschaft befindet sich in der nordkoreanischen Hauptstadt Pjöngjang im Ortsteil Munsu-dong des Stadtbezirks Taedonggang-guyŏk. Neben dem Kanzleigebäude und der Residenz des Botschafters bestehen in drei Blöcken 12 Wohneinheiten, die überwiegend als Dienstwohnungen für das entsandte deutsche Personal genutzt werden. Einer der Blöcke ist an die britische Botschaft vermietet, die dort neben Dienstwohnungen auch die Residenz ihres Botschafters untergebracht hat.
Es handelt sich um die Baulichkeiten der früheren Botschaft der DDR, eine Wohnanlage mit Pool, Wäldchen und Pavillon und zu groß für die Erfordernisse einer Botschaft des wiedervereinigten Deutschlands. Nach der Wiedervereinigung arbeitete hier zunächst nur die Botschaft Schwedens. In dem Gebäudekomplex befinden sich neben der deutschen und der schwedischen auch die britische Botschaft. Zur Nutzung durch die Bundesrepublik wurde es sowohl im Innen- als auch im Außenbereich umfassend saniert und renoviert.

## Auftrag und Gliederung
Im Normalbetrieb hat die Deutsche Botschaft Pjöngjang den Auftrag, die deutsch-nordkoreanischen Beziehungen zu pflegen, die deutschen Interessen gegenüber der Regierung von Nordkorea zu vertreten und die Bundesregierung über Entwicklungen in Nordkorea zu unterrichten.
Neben dem Botschafter, der politische Fragen bearbeitet, ist dessen ständiger Vertreter mit dem Sachgebiet Wirtschaft betraut. Ein entsandter Übersetzer und Dolmetscher nimmt in der Regel auch das Aufgabengebiet kultureller Angelegenheiten wahr. Einziger Beamter des gehobenen Dienstes ist der Verwaltungsleiter (Kanzler) der Vertretung. Ein Beamter des mittleren Dienstes (Bürosachbearbeiter) erledigt neben Verwaltungsaufgaben auch die Ausstellung von Visa. Eine entsandte Fremdsprachenassistentin fungiert als Teamassistentin. Eine Sicherheitskraft der Bundespolizei ist im dreimonatigen Wechsel vor Ort. Ortskräfte im engeren Sinne gibt es nicht; Fahrer, Pförtner und Telefonist sind vom diplomatischen Betreuungsbüro Nordkoreas zugeteilt.

## Geschichte
Die DDR unterhielt seit 1949 diplomatische Beziehungen zu Nordkorea. Diese gingen mit dem Beitritt der DDR zur Bundesrepublik Deutschland unter. Am 21. Januar 1991 wurde zunächst eine Schutzmachtvertretung der Bundesrepublik in der Botschaft Schwedens errichtet. Am 1. März 2001 wurde nach Aufnahme diplomatischer Beziehungen eine Botschaft eröffnet.
Als sich der Korea-Konflikt im Jahr 2013 verschärfte, empfahl Nordkorea neben weiteren Staaten auch der Bundesrepublik, ihre Botschaft in Pjöngjang zu räumen, da sie im Falle einer Eskalation ab dem 10. April nicht mehr für deren Sicherheit garantieren könne. Deutschland gab jedoch bekannt, seine acht Diplomaten in Nordkorea zunächst nicht abziehen zu wollen.
Die deutsche Botschaft in Pjöngjang wurde am 9. März 2020 vorübergehend geschlossen, weil die nordkoreanische Regierung im Zuge ihrer Maßnahmen gegen das SARS-CoV-2 Virus nicht bereit war, die in dem internationalen Wiener Übereinkommen über diplomatische Beziehungen von 1961 verbriefte Bewegungsfreiheit der deutschen Diplomaten zu garantieren.
Das Auswärtige Amt sandte im Februar 2024 Experten nach Pjöngjang. Diese stellten fest, dass die Baulichkeiten und das Inventar mangels Klimatisierung und regelmäßiger Wartung beeinträchtigt, im Prinzip aber nutzbar waren.